# De bokkige bombardon
De bokkige bombardon is het honderdtweede stripverhaal uit de reeks van Suske en Wiske. Het is geschreven en getekend door Paul Geerts.
Het werd gepubliceerd in De Standaard en Het Nieuwsblad van 1 september 1975 tot en met 12 januari 1976. De eerste albumuitgave in de Vierkleurenreeks was in juni 1976, met nummer 160.

## Locaties
- Park met kiosk en standbeeld

## Personages
- Suske, Wiske met Schanulleke, tante Sidonia, Lambik, Jerom, professor Barabas, Marieke en haar vriend, agent, kassameisje en winkelend publiek, Theofiel Boemerang en zijn echtgenote Celestine, Fanfaron (instrumentenmaker), de Baffelkassen, Hultrasson (monster – machine)

## Uitvindingen
- De klankentapper, zender in schoen

## Het verhaal
Lambik wordt uitgenodigd voor een barbecue bij tante Sidonia en besluit een muziekinstrument mee te nemen als verrassing. Hij koopt een bombardon, waar iemand anders echter ook zijn zinnen op heeft gezet. Als Lambik op de bombardon wil spelen, schiet er een briefje uit. Lambik verdwijnt ineens spoorloos. 
De vrienden kunnen de tekst op het briefje niet lezen en gaan naar professor Barabas. De professor bergt het briefje op in zijn brandkast. Suske en Wiske zien 's nachts een inbreker bij de professor die de kast opent. De kinderen worden door de inbreker vastgebonden en ze herkennen hem. Tante Sidonia ontdekt de volgende ochtend dat de kinderen zijn verdwenen en ze belt professor Barabas. Die ontdekt de inbraak en ziet Schanulleke in zijn laboratorium. De professor vertelt tante Sidonia wat er op het briefje geschreven stond: de maker van de bombardon legde zijn hart en ziel in het instrument. Een goede fee wilde hem belonen, de bombardon zou mensen lokken naar muzikale bijeenkomsten. Maar de man misbruikte zijn gave uit winstbejag en verkocht het instrument. De fee strafte hem en de maker zal geen rust vinden voordat de bombardon stuk geblazen is. Wie vals speelt op het instrument, verdwijnt en komt als slaaf terecht in het hol van een monster.
Schanulleke verdwijnt van de waslijn bij tante Sidonia. De volgende dag komen de kinderen terug, maar ze willen niet zeggen waar ze zijn geweest. Professor Barabas vertelt dat de schuilplaats van Fanfaron de instrumentenmaker ergens in de streek moet zijn. Wiske vertelt dat ze uit het park zijn ontsnapt en tante Sidonia vraagt professor Barabas met zijn klankentapper onderzoek te doen. Het instrument kan nu alle voorwerpen verstaanbaar maken en niet alleen planten en fruit. Suske en Wiske gaan er met de klankentapper en de auto vandoor. Tante Sidonia en professor Barabas vinden de kinderen na een wilde achtervolging bij de supermarkt. Professor Barabas zal de eigenaar, Jean Le Poo, de schade die door Suske en Wiske is aangericht vergoeden. Tante Sidonia gaat met de kinderen naar een kiosk in het park en ze ondervragen de omgeving. Ze vinden een verborgen deurtje en komen in een rommelhok vol muziekstaanders. Wiske vindt een verborgen luik en ze gaan via een trap naar beneden. Op de muren staan muziektekens. Als tante Sidonia de melodie op snaren speelt, gaat er een deur open.
De vrienden vinden Fanfaron achter de deur. Hij vertelt dat Lambik bij hem verscheen en is meegenomen door de Baffelkassen. Lambik wordt voor de gemaskerde man gebracht en hoort het geluid van de machine Hultrasson, die zoveel lawaai maakt dat de jeugd niet meer kan praten. Schanulleke wordt binnengebracht. Dan ziet Lambik dat de gemaskerde man een oude bekende is, Theofiel. Als de vrienden met de klankentapper nog meer dingen willen interviewen, worden ze beschoten. Ze keren 's nachts terug en zien de Baffelkassen bij de kiosk en leiden hen af. Ze gaan door een luik in de kiosk en tante Sidonia slaat daar een waterleiding stuk, ze kunnen nog net ontsnappen aan de Baffelkassen. Lambik ziet hoe Schanulleke in handen is van Theofiel en moet zijn jukeboxen poetsen. Als Theofiel hoort dat tante Sidonia en de kinderen in de buurt zijn, wil hij Schanulleke terechtstellen. Lambik smeekt Theofiel om Schanulleke niks te doen, maar Theofiel geeft alleen nog om geld en niet om hun oude vriendschap. Lambik gebruikt de zender in zijn schoen en waarschuwt professor Barabas vanuit zijn cel. Professor Barabas wordt ontvoerd bij het huis van tante Sidonia en Suske en Wiske besluiten eindelijk alles te vertellen aan tante Sidonia.
Ze vertellen dat Theofiel de schurk is en dat ze niks mochten zeggen  omdat Schanulleke in zijn macht is. Ze besluiten naar Celestine te gaan en krijgen daar koffie. Celestine vertelt over een standbeeld in het park en de vrienden gaan daar snel heen nadat ze de politie hebben gewaarschuwd. In het park botsen Suske en Wiske op Jerom en hij trekt het standbeeld opzij, zodat er een gang blootgelegd wordt. Jerom verslaat de Baffelkassen en maakt Hultrasson kapot. Wiske vindt Schanulleke en professor Barabas en Lambik worden bevrijd. Maar dan krijgt Theofiel Suske in handen en Lambik besluit dan op de bombardon te spelen. Iedereen is gedwongen Lambik te volgen. Zo kan Lambik de boeven uitleveren aan de politie, die net is aangekomen. 
Theofiel en de Baffelkassen worden afgevoerd en de vrienden gaan naar Fanfaron. Lambik maakt de snaren stuk, maar Jerom kan de deur gemakkelijk openen. Het lukt Jerom om de bombardon stuk te blazen en Fanfaron verdwijnt. Op weg naar huis zien de vrienden een fanfare voorbijlopen en Lambik wordt geraakt door de stok van de tamboer-majoor.

## Trivia
- De bombardon in het verhaal die iedereen meelokt verwijst waarschijnlijk naar de fluit uit de bekende sage over de rattenvanger van Hamelen.
- De naam Fanfaron is afgeleid van fanfare, de naam Hultrasson van ´ultrasound´.
- De naam van het monster Hultrasson (ultrasound) en de vele jukeboxen van Theofiel, alsmede het ter sprake brengen van het verdwijnen van kleine orkesten, geeft het album een onderliggend thema van de tegenstelling tussen moderne en klassieke muziek, te met name fanfaremuziek.